# Episodi di 90210 (terza stagione)

Titoli di testa della stagione

La terza stagione della serie televisiva 90210 è andata in onda in prima visione negli Stati Uniti dal 13 settembre 2010 al 16 maggio 2011 sul canale The CW. La stagione era già stata confermata il 16 febbraio 2010.
In Italia è andata in onda dal 14 luglio al 15 agosto 2011 su Rai 2.
| nº | Titolo originale                    | Titolo italiano               | Prima TV USA      | Prima TV Italia |
| -- | ----------------------------------- | ----------------------------- | ----------------- | --------------- |
| 1  | Senior Year, Baby                   | Ultimo anno                   | 13 settembre 2010 | 14 luglio 2011  |
| 2  | Age of Inheritance                  | Eredità                       | 20 settembre 2010 | 18 luglio 2011  |
| 3  | 2021 Vision                         | Fra dieci anni                | 27 settembre 2010 | 19 luglio 2011  |
| 4  | The Bachelors                       | L'asta degli scapoli          | 4 ottobre 2010    | 20 luglio 2011  |
| 5  | Catch Me If You Cannon              | Trappola per Cannon           | 11 ottobre 2010   | 21 luglio 2011  |
| 6  | How Much Is That Liam in the Window | Alta tensione a Beverly Hills | 25 ottobre 2010   | 22 luglio 2011  |
| 7  | I See London, I See France...       | Premi e contropremi           | 1º novembre 2010  | 25 luglio 2011  |
| 8  | Mother Dearest                      | Mamma carissima               | 8 novembre 2010   | 26 luglio 2011  |
| 9  | They're Playing Her Song            | La cicatrice                  | 15 novembre 2010  | 27 luglio 2011  |
| 10 | Best Lei'd Plans                    | Festa hawaiana                | 29 novembre 2010  | 28 luglio 2011  |
| 11 | Holiday Madness                     | Follie natalizie              | 6 dicembre 2010   | 29 luglio 2011  |
| 12 | Liars                               | Bugiardi                      | 24 gennaio 2011   | 1º agosto 2011  |
| 13 | It's Getting Hot in Here            | Week-end bollente             | 31 gennaio 2011   | 2 agosto 2011   |
| 14 | All About a Boy                     | Allo scoperto                 | 7 febbraio 2011   | 3 agosto 2011   |
| 15 | Revenge with the Nerd               | La rivincita                  | 14 febbraio 2011  | 4 agosto 2011   |
| 16 | It's High Time                      | Amicizie in crisi             | 21 febbraio 2011  | 5 agosto 2011   |
| 17 | Blue Naomi                          | Tradimenti e vendette         | 28 febbraio 2011  | 8 agosto 2011   |
| 18 | The Enchanted Donkey                | L'asino incantato             | 18 aprile 2011    | 9 agosto 2011   |
| 19 | Nerdy Little Secrets                | Piccoli segreti               | 25 aprile 2011    | 10 agosto 2011  |
| 20 | Women on the Verge                  | Donne al limite               | 2 maggio 2011     | 11 agosto 2011  |
| 21 | The Prom Before the Storm           | Il ballo prima della tempesta | 9 maggio 2011     | 12 agosto 2011  |
| 22 | To the Future!                      | Brindiamo al futuro!          | 16 maggio 2011    | 15 agosto 2011  |

## Ultimo anno
- Titolo originale: Senior Year, Baby
- Diretto da: Stuart Gillard
- Scritto da: Jennie Snyder Urman

### Trama
Il primo giorno di scuola Beverly Hills viene colpita da un terremoto. Naomi ha trascorso l'estate da sola, cercando di affrontare lo stupro subito dal signor Cannon e mantenendo il segreto. Annie e Dixon stanno affrontando l'assenza del padre mentre Debbie cerca di tenere unita la famiglia. Nel frattempo, Teddy e Silver sono più felici che mai finché lui non ha un infortunio alla gamba che potrebbe chiudere la sua carriera nel tennis. Annie vorrebbe fare uno stage nella compagnia teatrale Abbott Playhouse. Adrianna e Javier tornano dal loro tour insieme ma Javier ha un incidente in auto. Ivy torna dall'Australia in compagnia di Oscar, un suo vecchio amico di infanzia, che mette a disagio Dixon. Annie e Liam affrontano i loro sentimenti.

## Eredità
- Titolo originale: Age of Inheritance
- Diretto da: Liz Friedlander
- Scritto da: Padma L. Atluri

### Trama
Naomi compie 18 anni e scopre di avere accesso al suo fondo fiduciario. Decide di organizzare una grande festa di compleanno al Beach Club e ingaggia anche il gruppo degli Honey Brothers. Nel frattempo, Dixon, Navid e Teddy decidono di portare fuori Oscar per una notte in città. A fine serata però Ivy trova su Facebook una foto di Dixon completamente ubriaco con una ragazza. Annie si sente subito attratta da Charlie, un ragazzo incontrato in caffetteria. Jen è costretta a letto fino alla fine della gravidanza e non ha altra scelta che far entrare Ryan nella sua vita. Adrianna decide di rubare una canzone dal libro di Javier, sperando di poter continuare a lavorare con la casa discografica.

## Fra dieci anni
- Titolo originale: 2021 Vision
- Diretto da: Millicent Shelton
- Scritto da: Tod Himmel

### Trama
Naomi è perseguitata dal ricordo dello stupro e comincia a prendere sonniferi per riuscire a dormire. Il signor Cannon invita Silver a casa sua per guardare il suo nuovo documentario e le rovescia della droga nel bicchiere. Nel frattempo Teddy si sveglia con un forte dopo sbornia sapendo di aver dormito con qualcuno ma non ricorda con chi. Dixon scopre che Ivy è ancora vergine. Durante il suo stage Annie è scioccata quando il suo capo Katherine le fa una proposta inaspettata. Al funerale di Javier Adrianna canta un'altra canzone rubata dal libro di canzoni del ragazzo ma se ne pente immediatamente quando il video del funerale diventa popolarissimo online.

## L'asta degli scapoli
- Titolo originale: The Bachelors
- Diretto da: David Warren
- Scritto da: David S. Rosenthal

### Trama
Silver organizza una serata di beneficenza per raccogliere fondi per la ricerca sul cancro in onore di sua madre e chiede ai ragazzi di partecipare a un'asta di scapoli. Ian, uno studente di teatro al West Beverly, aiuta i ragazzi a imparare una coreografia per la serata ma le prove si interrompono quando Teddy è maleducato nei suoi confronti e fra i due scoppia una rissa. Nel frattempo, Annie e Adrianna vengono a sapere da Silver quello che è successo fra Naomi e il signor Cannon. Annie scopre i problemi finanziari della madre e decide di accettare l'offerta di Katherine. Charlie cerca di riconciliarsi con Liam ma senza riuscirci. Victor, lo zio di Javier, ricatta Adrianna per il furto delle canzoni obbligandola a lavorare per lui. Ivy e Dixon decidono di passare la notte insieme ma Dixon è sconvolto da una notizia ricevuta da Sasha, la sua ex ragazza.

## Trappola per Cannon
- Titolo originale: Catch Me If You Cannon
- Diretto da: James L. Conway e Jim Conway
- Scritto da: Terrence Coli

### Trama
Silver, Naomi e Adrianna studiano un piano per sedurre il signor Cannon per dimostrare che l'insegnante ha stuprato Naomi ma le ragazze sottovalutano la sua capacità di controllare la situazione. Teddy e Ian sono puniti per la rissa. Dixon teme per la sua vita e allontana Ivy, buttandola nelle braccia di Oscar. Nel frattempo, Jen cerca una nuova assistente e Debbie fa domanda. Debbie scopre anche l'accordo fra Annie e Katherine e impedisce alla figlia di andare fino in fondo.

## Alta tensione a Beverly Hills
- Titolo originale: How Much Is That Liam in the Window
- Diretto da: Stuart Gillard
- Scritto da: David S. Rosenthal e Jennie Snyder Urman

### Trama
Quando Jen e Ryan scoprono che Naomi è stata stuprata, Jen prende in pugno la situazione mentre Ryan, per testimoniare a favore di Naomi, rischia di perdere il suo lavoro. Victor, il manager di Adrianna, continua a ricattarla e si spinge oltre quando la obbliga a fare un servizio fotografico in topless. Annie scopre un lato oscuro di Charlie quando partecipa di nascosto alla lettura del suo dramma teatrale. Liam lascia il suo lavoro come "modello in vetrina" in un negozio di vestiti quando una cliente misteriosa, Laura, gli offre un'opportunità di lavoro che non può rifiutare. Dixon si scusa con Ivy senza sapere che la ragazza ha deciso di perdere la verginità con qualcun altro. Oscar affronta Ivy e Laurel parlando del suo passato.

## Premi e contropremi
- Titolo originale: I See London, I See France...
- Diretto da: Krishna Rao
- Scritto da: Scott Weinger

### Trama
Ryan aiuta Naomi ad accusare Cannon e come risultato, sia il signor Cannon che Ryan sono sospesi dal loro lavoro. Dopo aver incontrato casualmente il signor Cannon, Oscar aiuta involontariamente Naomi con il suo caso. Navid scopre che una ragazza minorenne lavora per suo padre nel mondo della pornografia. Nel frattempo Ivy racconta a Dixon cos'è successo fra lei e Oscar. Teddy cerca di combattere le voci sulla sua presunta impotenza. Liam continua il suo lavoro da portaborse per Laura finché non scopre che spaccia droga. 

## Mamma carissima
- Titolo originale: Mother Dearest
- Diretto da: Oz Scott
- Scritto da: Paul Sciarrotta

### Trama
Annie e Dixon decidono di fare una visita a sorpresa al padre ma arrivati a casa sua, fanno una scoperta che li sconvolge e tornano a casa senza aver visto Harry. Dopo una serie di problemi con il bambino, Jen scappa dalla città, lasciando Jacques a Ryan. Ivy e Naomi si alleano per umiliare Oscar. Nel frattempo, Navid chiede aiuto a Silver per dimostrare che il padre gli sta mentendo: Silver, sotto copertura, partecipa a una selezione per un film porno. Victor chiede ad Adrianna di partecipare a un evento accompagnata da Joe Jonas anziché da Navid.

## La cicatrice
- Titolo originale: They're Playing Her Song
- Diretto da: Rob Hardy
- Scritto da: Jennie Snyder Urman e Jennie Lamia

### Trama
Teddy decide di andare in un locale gay a West Hollywood ma è obbligato a chiedere aiuto a Ian quando scopre di aver dimenticato il portafoglio. Nel frattempo, Annie vuole fare l'amore con Charlie ma è mortificata quando i compagni di college di Charlie la vedono in biancheria. Ryan chiede consiglio a Debbie per Jacques e i due finiscono a fare l'amore. Navid affronta le conseguenze (a scuola e a casa) della sua decisione di denunciare il padre. Adrianna continua a ignorare i problemi di Navid a causa della sua fama improvvisa.

## Festa hawaiana
- Titolo originale: Best Lei'd Plans
- Diretto da: David Warren
- Scritto da: David S. Rosenthal e Deborah Schoeneman

### Trama
Naomi decide di ricominciare a uscire con i ragazzi e cerca di impressionare uno degli amici di Ivy, Zach, facendo finta di essere un'esperta surfista. Ancora sconvolta per la storia di Oscar e sua madre, Ivy decide di riavvicinarsi al padre. Annie e Dixon iscrivono Debbie a un sito di incontri online, senza sapere dei sentimenti della madre per Ryan. Nel frattempo, la relazione fra Adrianna e Navid è ormai finita e Navid si avvicina a Silver. Liam scopre la verità su Laura e il suo ex ragazzo e Liam cerca di farlo ingelosire.

## Follie natalizie
- Titolo originale: Holiday Madness
- Diretto da: Dennis Smith
- Scritto da: Rebecca Rand Kirshner e Rebecca Sinclair

### Trama
Adrianna affitta una nuova casa molto costosa e organizza una festa di Natale per festeggiare il suo nuovo accordo discografico. Victor, esasperato dal comportamento egoista di Adrianna, rivela il suo segreto su internet. Annie passa la notte con Liam dopo il suo ritorno dall'ospedale e i due si riavvicinano. Ivy si riconcilia con la madre dopo aver scoperto le reali intenzioni del padre. Dopo aver deciso di tenere nascosta la loro relazione, Ian e Teddy si baciano senza sapere che Dixon li ha visti. Nel frattempo, Navid e Silver confessano i loro sentimenti reciproci e si baciano. Naomi continua a rifiutare le avance di Oscar che le chiede di andare con lui al party di Natale. Naomi va da sola alla festa e più tardi torna a casa senza sapere che il signor Cannon la sta aspettando.

## Bugiardi
- Titolo originale: Liars
- Diretto da: Stuart Gillard
- Scritto da: Tod Himmel

### Trama
Naomi è tenuta prigioniera nel suo appartamento dal signor Cannon che riesce a coinvolgere anche Silver nella situazione. Nel frattempo, Emily, la cugina di Annie e Dixon, arriva in città dal Kansas e decide di fermarsi da loro, innervosendo subito Annie. Dixon parla con Teddy del suo bacio con Ian e promette di mantenere il segreto. Ivy rischia la vita durante un allenamento di surf e comincia a dubitare della sua capacità di partecipare alla gara di surf. Adrianna partecipa a un talk show per raccontare la sua versione della storia ma va in crisi quando scopre che l'ospite a sorpresa è Victor. Vista la situazione disastrosa di Adrianna, Navid e Silver decidono di tenere segreta la loro storia.

## Week-end bollente
- Titolo originale: It's Getting Hot in Here
- Diretto da: Liz Friedlander
- Scritto da: David S. Rosenthal

### Trama
Naomi, Adrianna, Silver e Annie decidono di passare un weekend fra ragazze e vanno a Ojai in un centro yoga. Annie tenta di essere una brava cugina e invita anche Emily ma durante il viaggio Annie la accusa di essere una persona negativa. Emily finge di dimenticarsi di svegliare Annie per una seduta nella tenda del vapore per manipolare le altre ragazze e metterle contro Annie. Naomi, convinta inizialmente che il centro yoga fosse stupido, decide improvvisamente di prolungare il suo soggiorno per riprendersi dalla sua esperienza con Cannon. Silver incontra Navid al centro e i due hanno un incontro di nascosto. Adrianna, tornata dal centro, chiama un giornale scandalistico per vendere una storia esclusiva. Debbie organizza una cena romantica con Ryan ma i due vengono interrotti da Dixon e Ryan è obbligato a nascondersi. Charlie scopre i sentimenti di Annie per Liam e lascia Beverly Hills per andare a studiare in Francia.

## Allo scoperto
- Titolo originale: All About a Boy
- Diretto da: Harry Sinclair
- Scritto da: Paul Sciarrotta

### Trama
Navid lascia Adrianna dopo aver scoperto che la ragazza ha usato il bambino dato in adozione per vendere una storia a un giornale scandalistico. Adrianna si rivolge a Silver per essere consolata ma fa una scoperta scioccante. Nel frattempo, Annie ha l'opportunità di fare un provino per una commedia ma Emily riesce a sabotarle il provino raccontandole la verità sulla madre e Ryan. Teddy viene ricattato e, incoraggiato da Ian, decide di fare coming out con i suoi amici. Teddy è sconvolto quando riesce a scoprire chi è il suo ricattatore. Naomi torna dal suo ritiro spirituale e organizza una festa per Guru Sona. La ragazza però scopre presto che Guru Sona potrebbe non essere la persona che credeva. Ivy ha paura di tornare in acqua dopo il suo incidente. 

## La rivincita
- Titolo originale: Revenge with the Nerd
- Diretto da: Millicent Shelton
- Scritto da: Paul Terrence Coli

### Trama
Dixon e Navid convincono un produttore musicale a girare un video per Nelly negli studi Shirazi per tenere in attività gli studi in crisi. I sospetti di Adrianna sul tradimento di Navid sono confermati e la ragazza informa Silver sul suo piano per vendicarsi. Nel frattempo, Emily cerca di distrarre Annie per sedurre Liam. Teddy chiede aiuto a Silver dopo il suo coming out e la sua rottura con Ian. Nel frattempo, i produttori di un reality seguono Adrianna e i suoi amici cercando di girare l'episodio pilota. Noami è sorpresa dalla sua reazione nei confronti di Max, il suo partner di laboratorio "secchione", che cerca di aiutarla con Guru Sona.

## Amicizie in crisi
- Titolo originale: It's High Time
- Diretto da: Krishna Rao
- Scritto da: Padma Alturi

### Trama
Emily continua a sabotare la vita di Annie causandole problemi con Liam e i suoi amici e la fa licenziare dalla Abbot Playhouse. Riesce anche a farla sospendere da scuola perché la provoca fino a farsi attaccare fisicamente. Annie scopre che nessuno le crede sulla vera natura di Emily e comincia ad architettare un piano per sconfiggere Emily al suo stesso gioco. Nel frattempo, Silver convince Navid a firmare l'assenso per il reality show su Adrianna per distrarre la ragazza dalla loro relazione segreta. Naomi nasconde i suoi sentimenti per Max. Ivy incontra un nuovo ragazzo, Raj, e i due diventano amici parlando del loro uso della marijuana a scopo medico. Dixon, Navid e Liam portano fuori Teddy per dimostrargli che lo accettano dopo il suo coming out. Dopo aver visto le riprese della sua festa di Natale, Adrianna fa una scoperta sconvolgente.

## Tradimenti e vendette
- Titolo originale: Blue Naomi
- Diretto da: Elizabeth Allen
- Scritto da: David S. Rosenthal

### Trama
Naomi cerca di impressionare Max indossando un costume da Avatar ma non ottiene il risultato sperato. Dixon e Navid formalizzano la loro collaborazione e un incontro casuale con Snoop Dogg potrebbe portare una bella novità per loro e per gli Studi Shirazi 2.0. Il desiderio di vendetta di Adrianna aumenta dopo aver scoperto la verità sulla storia fra Silver e Navid. Nel frattempo, Annie e Liam lavorano segretamente insieme per mostrare a tutti la vera Emily. Come risultato, Emily decide di lasciare la città ma senza dire a Debbie il motivo. Raj racconta a Ivy del suo passato, svelandole un segreto scioccante.

## L'asino incantato
- Titolo originale: The Enchanted Donkey
- Diretto da: David Paymer
- Scritto da: Rebecca Sinclair (soggetto); Paul Sciarrotta e Rebecca Sinclair (sceneggiatura)

### Trama
Il gruppo decide di passare la pausa di primavera in Messico dove però le cose vanno fuori controllo per tutti. Naomi si fa accompagnare da Max con la scusa di farsi aiutare con lo studio. Annie e Liam passano del tempo insieme finché un incidente non "confina" Annie nella loro camera d'albergo. Teddy incontra Tripp, il suo vecchio compagno di classe e la sua prima cotta. Ivy cerca di allontanarsi da Raj dopo aver compreso che il ragazzo potrebbe morire fra poco e si confida con Dixon. Nel frattempo, la lotta fra Silver e Adrianna diventa sempre più feroce.

## Piccoli segreti
- Titolo originale: Nerdy Little Secrets
- Diretto da: Harry Sinclair
- Scritto da: David Rosenberg

### Trama
Naomi è stanca di nascondere la sua relazione con Max e, temendo che il ragazzo la tradisca, lo segue a una gara accademica per affrontarlo ma ben presto si pente della sua decisione. Navid si preoccupa quando Silver comincia a comportarsi in modo bizzarro, dopo che Adrianna le ha scambiato di nascosto le pillole contro il suo disturbo bipolare. Nel frattempo, Annie si affeziona a Marla Templeton, un'anziana attrice per cui lavora. Raj aiuta Ivy a combattere la sua paura dell'acqua.

## Donne al limite
- Titolo originale: Women on the Verge
- Diretto da: Stuart Gillard
- Scritto da: Scott Weinger e Jenna Lamia

### Trama
Dopo aver ricevuto una brutta notizia, Silver ha un crollo nervoso che causa l'intervento di Navid e Dixon. Nel frattempo, Annie convince Marla a partecipare a una prima di un suo vecchio film a Hollywood dopo che Marla confida alla ragazza i suoi seri problemi di salute. Quando Teddy scopre che Marco gli ha mentito, comincia a chiedersi se lo ha anche tradito ma alla fine scopre che il ragazzo gli sta nascondendo qualcos'altro. Naomi scopre che Max è stato accettato in un college di un altro stato mentre Ryan è sorpreso dal ritorno di Jen.

## Il ballo prima della tempesta
- Titolo originale: The Prom Before the Storm
- Diretto da: Mike Listo
- Scritto da: David Rosenthal e Terrence Coli

### Trama
Tutti si preparano per il ballo di fine anno e Annie e Dixon sono sconvolti da una notizia fondamentale per il loro futuro: i loro genitori non possono permettersi di mandare entrambi i figli a una scuola privata. Nel frattempo, Ivy scopre che la salute di Raj è peggiorata. Adrianna coglie l'opportunità di riavvicinarsi a Navid quando Silver è ricoverata nel reparto psichiatrico dopo la sua ricaduta. Silver comincia a capire che Adrianna le ha scambiato le medicine ma ha difficoltà a convincere Navid. La storia fra Naomi e Max è messa a dura prova quando la ragazza scopre che lui ha imbrogliato in un compito per lei.

## Brindiamo al futuro!
- Titolo originale: To the Future!
- Diretto da: Rebecca Sinclair
- Scritto da: Rebecca Sinclair e Paul Sciarrotta

### Trama
Il diploma si avvicina e Naomi prende una decisione che rischia di impedirle di diplomarsi insieme alla sua classe: la ragazza si prende tutta la colpa per l'imbroglio nel compito per salvare dai guai Max. Nel frattempo, Liam dice ad Annie che non vuole andare al college con lei e Adrianna è allontanata dal gruppo quando la verità sulla sua vendetta contro Silver viene a galla. Il giorno dopo i ragazzi partecipano a un matrimonio "improvvisato" quando Raj e Ivy si sposano con una cerimonia tradizionale indiana. Nel gruppo, solo Laurel, la madre di Ivy, disapprova la scelta improvvisa di Ivy di sposarsi perché sa che Raj sta morendo. Alla fine Naomi fa visita a Max e gli rivela di essere incinta.